# Равила
Ра́вила (эст. Ravila) — посёлок в волости Козе уезда Харьюмаа, Эстония.

## География и описание
Расположен в северной части Эстонии, к 32 километрах к юго-востоку от Таллина, в 4 км к востоку от волостного центра — посёлка Козе. Высота над уровнем моря — 73 метра.
Климат — умеренный. Официальный язык — эстонский. Почтовый индекс — 75101.

## Население
По данным переписи населения 2021 года, в Равила насчитывалось 262 жителя, из них 239 (91,9 %) — эстонцы.
Численность населения посёлка Равила по данным переписей населения:
| Год  | 1959 | 1970   | 1979  | 1989  | 2000  | 2011  | 2021  |
| ---- | ---- | ------ | ----- | ----- | ----- | ----- | ----- |
| Чел. | 159* | ↗ 525* | ↗ 625 | ↘ 459 | ↘ 382 | ↘ 381 | ↘ 262 |

* Поселение Равила (эст. Ravila asundus) и селение Равила (эст. Ravila asund) вместе.

## История
Первое упоминание о населённом пункте относится к 1241 году: Mæchius в Датской поземельной книге. В источниках 1469 года упоминается Mekes (мыза), 1499 года — Meckekalle (луг), 1621 года — Megkull (деревня), 1636 года — Meksz, Rawela (мыза). 
Посёлок Равила сформировался в 1920-х годах на землях национализированной в ходе земельной реформы мызы Мекс (нем. Meks, Равила, эст. Ravila mõis), официальный статус получил в 1977 году.
В 1936 году в Равила была открыта сельскохозяйственная школа, в 1948–1958 годах работал сельскохозяйственный техникум. 
По состоянию на 2011 год в посёлке работали дом по уходу (в основном для лиц с нарушениями опорно-двигательного аппарата), детский сад и библиотека. 

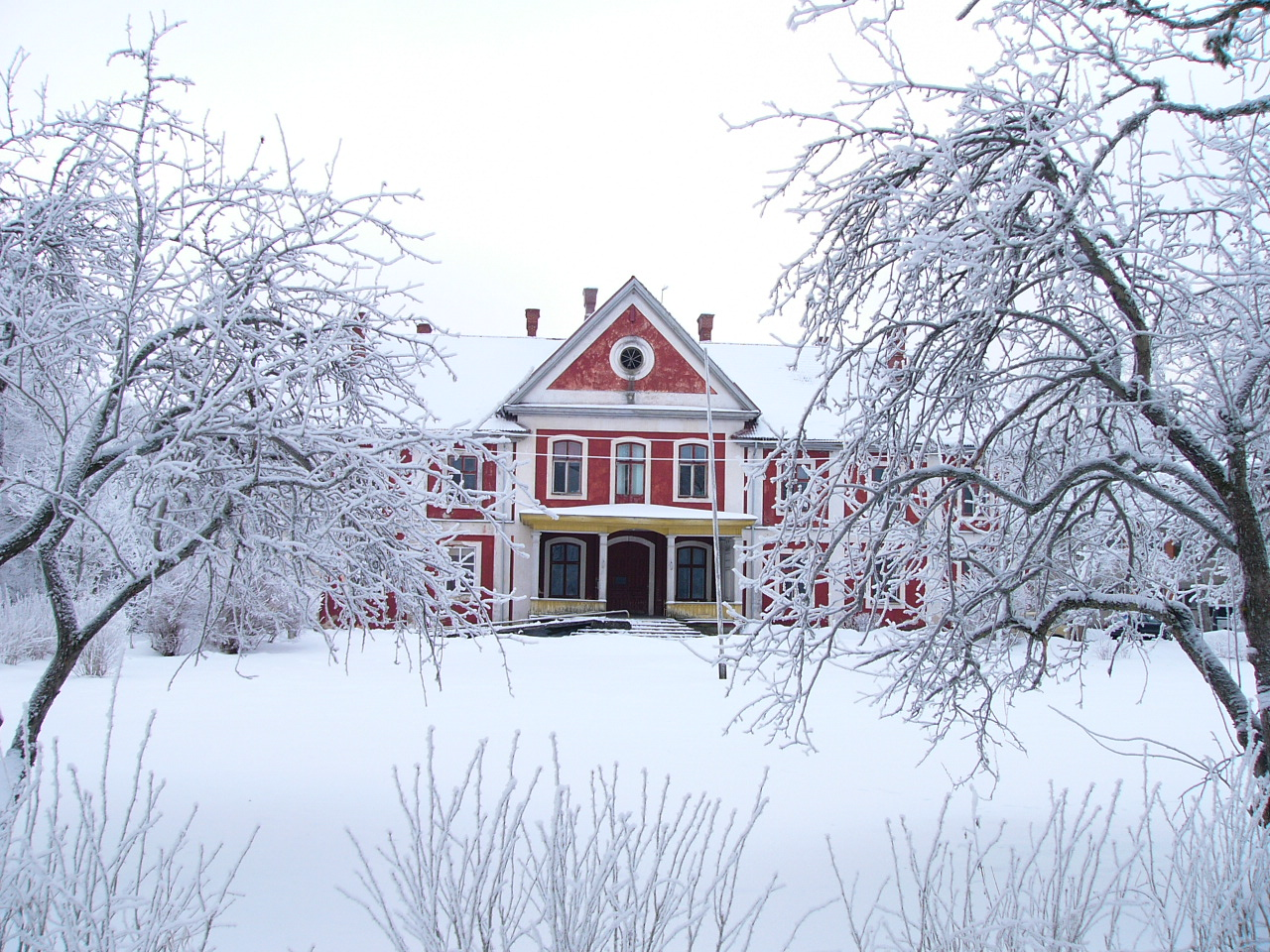
Главное здание мызы Мекс (Равила) зимой 2013 года
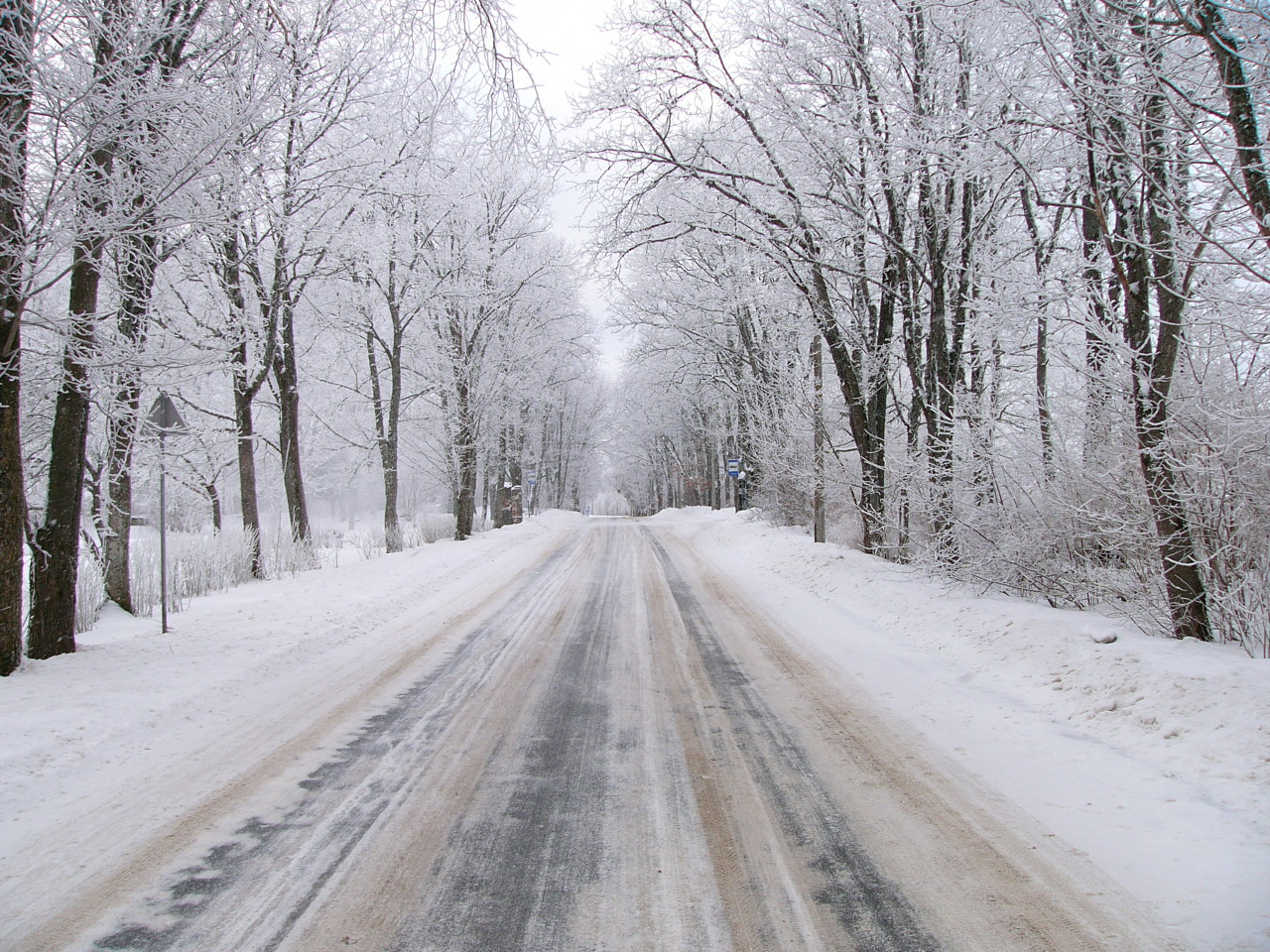
Дорога Козе—Равила—Нымбра зимой

## Комментарии
1. ↑  Эстонские топонимы, оканчивающиеся на -а, не склоняются и не имеют женского рода (исключение — Нарва)[8].